# Classe Marlim

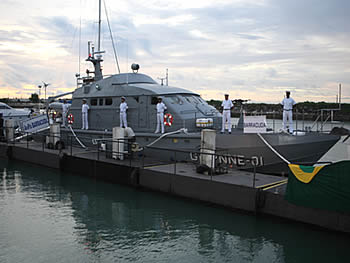
AviPa Barracuda (LP-02) quando de sua incorporação em maio de 2009.

A Classe Marlim é uma classe de Avisos de Patrulha da Marinha do Brasil.
Construídos pelo estaleiro Indústria Naval do Ceará (INACE), o projeto é baseado num modelo criado pelo estaleiro de iates de luxo italiano Baglietto, da cidade de Varazze.
As embarcações serão utilizadas nas Capitanias dos Portos para a realização das ações de patrulha naval, fiscalização do tráfego aquaviário e ações de busca e salvamento (SAR) entre outras tarefas subsidiárias.

## Histórico
No ano de 1996, a Marinha do Brasil encomendou ao estaleiro Empresa Técnica Nacional (ETN), de Belém do Pará. O Estaleiro ETN teve problemas para concluir o contrato que foi assumido pelo INACE para a conclusão das seis unidades que estavam em produção.
O LP-01 Marlim foi entregue em julho de 2006, seis meses depois dos cinco cascos e um esqueleto terem sido trazidos por mar de Belém do Pará até Fortaleza. O LP-02 Barracuda foi entregue em 27 de maio de 2009 e o LP-03 Dourado em 25 de setembro do mesmo ano, as demais embarcações serão concluídas em 2010.
Duas unidades do mesmo projeto foram encomendadas pela Marinha da Namíbia ao estaleiro INACE.

## Unidades da Classe
- LP-01 - Marlim
- LP-02 - Barracuda
- LP-03 - Dourado
- LP-04 - Albacora
- LP-05 - Anequim
- LP-06 - Pargo

## Características
- Deslocamento: 45 ton [1]
- Comprimento total de 22,8 metros
- Boca: 5,5 metros
- Calado: 1,05 metros
- Propulsão: 2 motores diesel MTU modelo 8V 2000 M92, com 8 cilindros em V, quatro tempos, turbo-alimentados
- Sistema elétrico:2 grupos diesel-geradores de energia com capacidade de 35 KVA.
- Velocidade: 25 nós (máxima)
- Autonomia: 3 dias e um raio de ação de 420 milhas em velocidade econômica de 18 nós
- Tripulação: 10 homens (2 oficiais, 8 praças)
- Armamento: 2 metralhadoras MAG 7,62 mm
- Outros: O navio é dotado de uma embarcação pneumática de apoio com capacidade para 5 pessoas com motor de popa de 40 HP